# Збірна Монтсеррату з футболу
Збі́рна Монтсерра́ту з футбо́лу — національна футбольна команда, що представляє Монтсеррат на міжнародних футбольних турнірах і в товариських матчах. Контролюється Футбольною асоціацією Монтсеррату. Є членом ФІФА (з 1996 року), КОНКАКАФ (з 1994 року) і КФС.
Станом на 3 квітня 2025 посідає 180-e місце у рейтингу футбольних збірних світу.

## Золотий кубок КОНКАКАФ
- 1991 — не пройшла кваліфікацію
- 1993 — не брала участі
- 1996 — не пройшла кваліфікацію
- 1998 — не брала участі
- 2000 – 2002 — не пройшла кваліфікацію
- 2003 — знялася зі змагань
- 2005 — не пройшла кваліфікацію
- 2007 – 2009 — не брала участі
- 2011 – 2015 — не пройшла кваліфікацію
- 2017 — не брала участі
- 2019 – 2025 — не пройшла кваліфікацію

## Кубок Карибських островів
- 1989 — не брала участі
- 1990 — чемпіонат був перерваний і не дограний
- 1991 – 1992 — не пройшла кваліфікацію
- 1993 — не брала участі
- 1994 – 1995 — не пройшла кваліфікацію
- 1996 – 1998 — не брала участі
- 1999 – 2005 — не пройшла кваліфікацію
- 2007 – 2008 — не брала участі
- 2010 – 2014 — не пройшла кваліфікацію
- 2017 — не брала участі